# 练倩妏
练倩妏，已改名成练倩汶，（英語：Veron Lin，2000年2月20日—，相关团体：巧千金）。2005年出道，并和其他三个一样爱唱歌组成小千金，后改名成巧千金。2016年在《童童歡樂園3》DVD的推介禮上，大會公佈她加入了Astro小太陽的大家庭。後來獲得“I Like 哥哥姐姐人氣王”的雙料得主。家中排行老大，下有两个妹妹。

## 音乐作品

### 贺岁专辑
- 《送你一个大年糕》（发行:2006年）
- 《财神娃娃》（发行:2007年）
- 《灵鼠Happy年/福娃娃》（发行:2008年）
- 《小金牛贺年》（发行:2009年）
- 《小福星》（发行:2010年）
- 《福到人间》（发行:2011年）
- 《新年乐满贯》（发行:2012年）
- 《醒狮来问好》（发行:2013年）
- 《招财进宝》（发行:2014年）
- 《新春十分嘉年华》（发行:2015年）
- 《春风得意》(发行 :2017年)

### 童谣专辑/流行专辑
- 《小宝贝》（发行:2007年）
- 《小木偶奇遇记》（发行:2008年）
- 《小小美人鱼》（发行:2010年）
- 《爱的森林》（发行:2011年）
- 《小蜗牛》（发行:2012年）
- 《那些年我们一起唱的童谣》（发行:2013年）
- 《清新美丽》（发行:2014年）
- 《Astro Play To Learn 唱跳系列合辑》（发行:2017年／与小鱼、小潼合作）

### 单曲
- 《迎新送旧》( 发行:2016年 )
- 《My Astro活出自己快乐Whoopee》（发行：2018年；与Astro、My、Melody和Go Xuan 合作）
- 《春花齐放喜迎春》（发行：2018年；与My群星和小太阳群星合作）
- 《春天的愿望》(发行：2019年；与庄群施合作)
- 《春风笑了》(发行：2020年；与庄群施合作)
- 《祝福你》 (发行：2021年；与庄群施合作)
- 《春天的冲劲》(发行：2022年；与庄群施合作)
- 《回家快乐》(发行：2023年；与庄群施合作)

## 演出作品

### 电视剧
| 次序 | 首播   | 名称                       | 饰演             | 频道     |
| ---- | ------ | -------------------------- | ---------------- | -------- |
| 1st  | 2012年 | 《香火》                   | 小丹芳           | ntv7     |
| 2nd  | 2013年 | 《少年包青天》             | 钟南燕（小燕子） | 八度空间 |
| 3rd  | 2013年 | 《听风的歌》               | 小柯敏           | ntv7     |
| 4th  | 2014年 | 清晨3点3单元故事4:《承诺》 | 紫欣（少女）     | 八度空间 |
| 5th  | 2014年 | 《阿爸》                   | 小窈敏           | ntv7     |
| 6th  | 2015年 | 《我的男友不是人》         | 依依             | ntv7     |
| 7th  | 2017年 | 《真心不怕输》             | 细细             | ntv7     |

### 微电影
- 2015年《Hanya Untuk Bonda》饰演 :Ying Ying

### 电影
- 2016年《辣警霸王花》飾 冬子（少年）
- 2021年《附赠的假期》飾 练倩汶

### 综艺节目嘉宾
- 2022年 Astro AEC《Astro经典名曲歌唱大赛2022》

## 外部連結
- Veron Lin 练倩妏的Facebook專頁